# Casamento

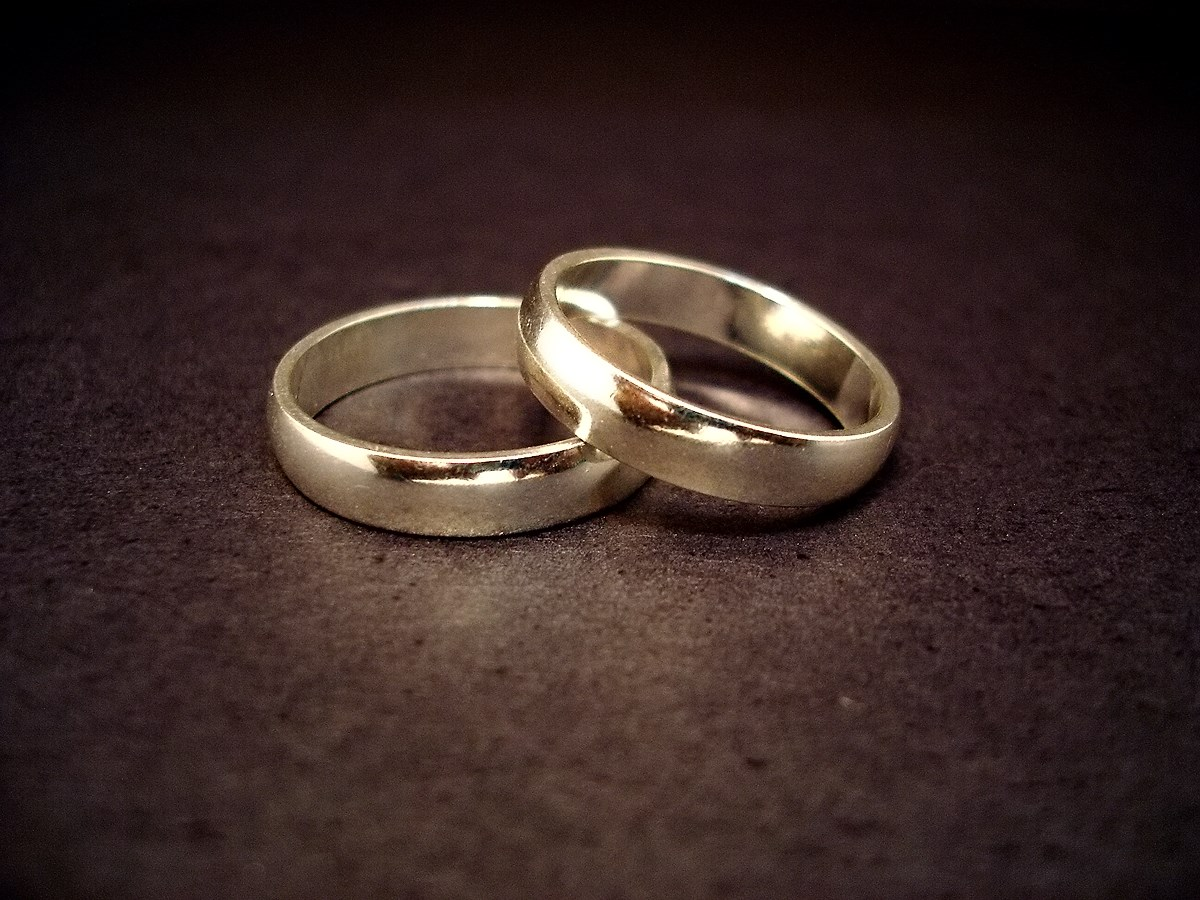
As alianças são um tradicional símbolo usado pelas pessoas casadas

Casamento, matrimônio (português brasileiro) ou matrimónio (português europeu) é um vínculo estabelecido entre duas pessoas, mediante o reconhecimento governamental, cultural, religioso ou social e que pressupõe uma relação interpessoal de intimidade, cuja representação arquetípica é a coabitação, embora possa ser visto por muitos como um contrato. Normalmente, é marcado por um ato solene.
Na legislação portuguesa, o casamento é, efetivamente, definido como um contrato. Entretanto, na legislação brasileira, admite-se que o casamento é, ao mesmo tempo, contrato e instituição social, pois, apesar de possuir a forma de um contrato (sendo, na verdade, bem mais que um mero contrato), este possui conteúdo de instituição, visto que é regulado pelo Código Civil brasileiro de 10 de janeiro de 2002 (a partir do artigo 1 511).
As pessoas casam-se por várias razões, mas normalmente fazem-no para dar visibilidade à sua relação afetiva, para buscar estabilidade econômica e social, para formar família, procriar e educar seus filhos, legitimar o relacionamento sexual ou para obter direitos como nacionalidade. Um casamento é, frequentemente, iniciado pela celebração de uma boda, que pode ser oficiada por um ministro religioso (padre, rabino, pastor), por um oficial do registro civil (normalmente juiz de casamentos) ou por um indivíduo que goza da confiança das duas pessoas que pretendem unir-se. Em Direito, são chamados "cônjuges" as pessoas que fazem parte de um casamento. O termo é neutro e pode se referir a homens e mulheres, sem distinção entre os sexos.

## Etimologia
A palavra casamento é derivada de "casa", enquanto matrimônio/matrimónio tem origem no radical mater ("mãe"), seguindo o mesmo modelo lexical de "patrimônio". Também pode ser proveniente do termo do latim medieval casamentu.

## História
A melhor evidência disponível sugere que o casamento tem cerca de 4 350 anos e o primeiro casamento registrado foi em 2350 a.C. O casamento se tornou uma instituição popular entre os antigos hebreus, gregos e romanos. Por milhares de anos antes disso, a maioria dos antropólogos acredita, as famílias consistiam em grupos vagamente organizados de até 30 pessoas, com vários líderes homens, várias mulheres compartilhadas por eles e filhos. À medida que os caçadores-coletores se estabeleceram em civilizações agrárias, a sociedade teve necessidade de arranjos mais estáveis. A primeira evidência registrada de cerimônias de casamento unindo uma mulher e um homem vem da Mesopotâmia. Ao longo das centenas de anos seguintes, o casamento evoluiu para uma instituição amplamente adotada pelas civilizações antigas. Mas, naquela época, o casamento tinha pouco a ver com amor ou religião.
O objetivo principal do casamento era ligar as mulheres aos homens e, assim, garantir que os filhos de um homem fossem realmente seus herdeiros biológicos. Por meio do casamento, a mulher se tornou propriedade do homem. Na cerimônia de noivado da Grécia antiga, um pai entregava sua filha com as seguintes palavras: "Prometo minha filha com o objetivo de produzir descendentes legítimos". Entre os antigos hebreus, os homens eram livres para ter várias esposas; gregos e romanos casados eram livres para satisfazer seus desejos sexuais com concubinas, prostitutas e até amantes adolescentes do sexo masculino, enquanto suas esposas eram obrigadas a ficar em casa e cuidar da casa. Se as esposas deixassem de produzir filhos, seus maridos poderiam devolvê-los e se casar com outra pessoa.

## Escolha do parceiro

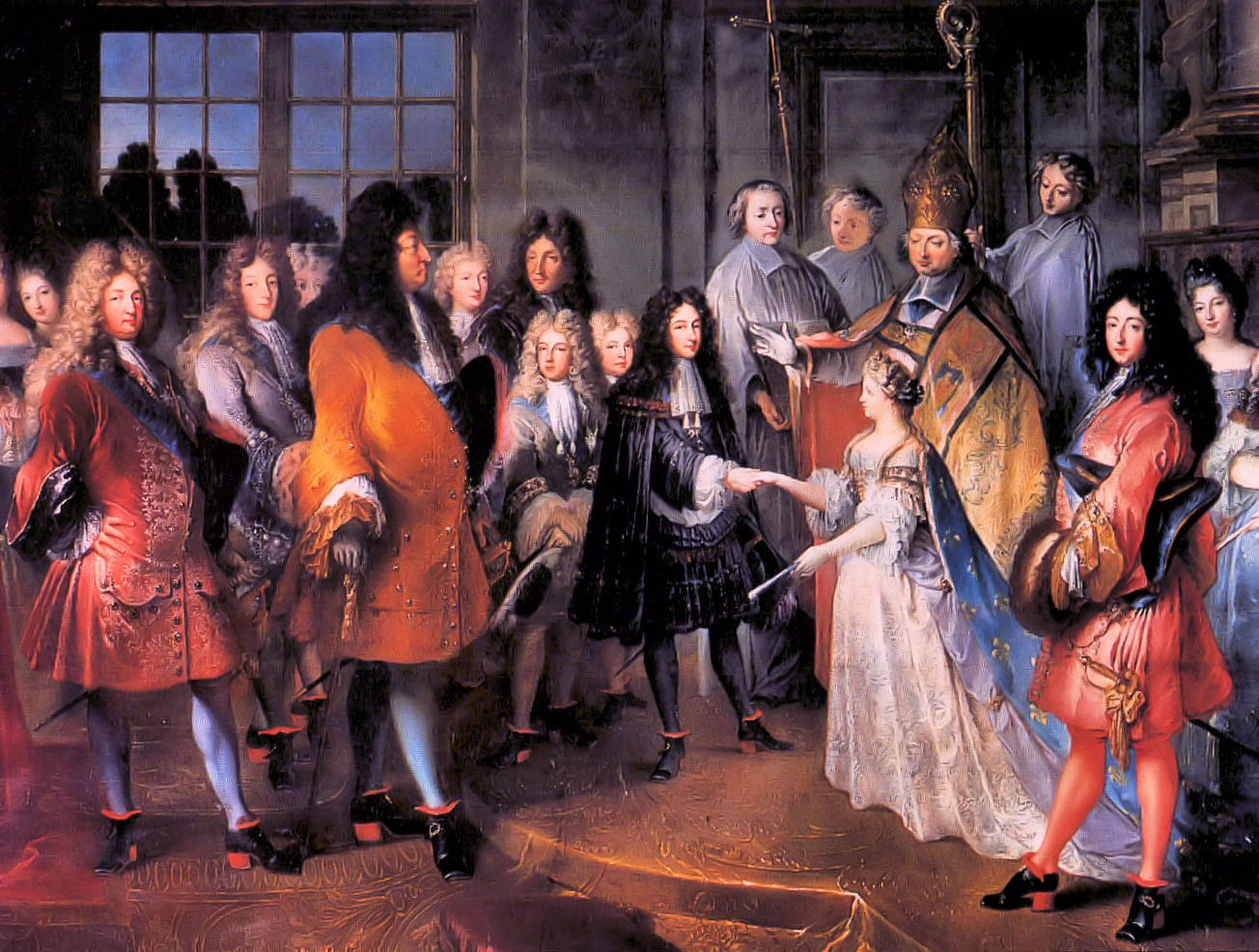
Um casamento arranjado entre Luís XIV de França e Maria Teresa de Áustria

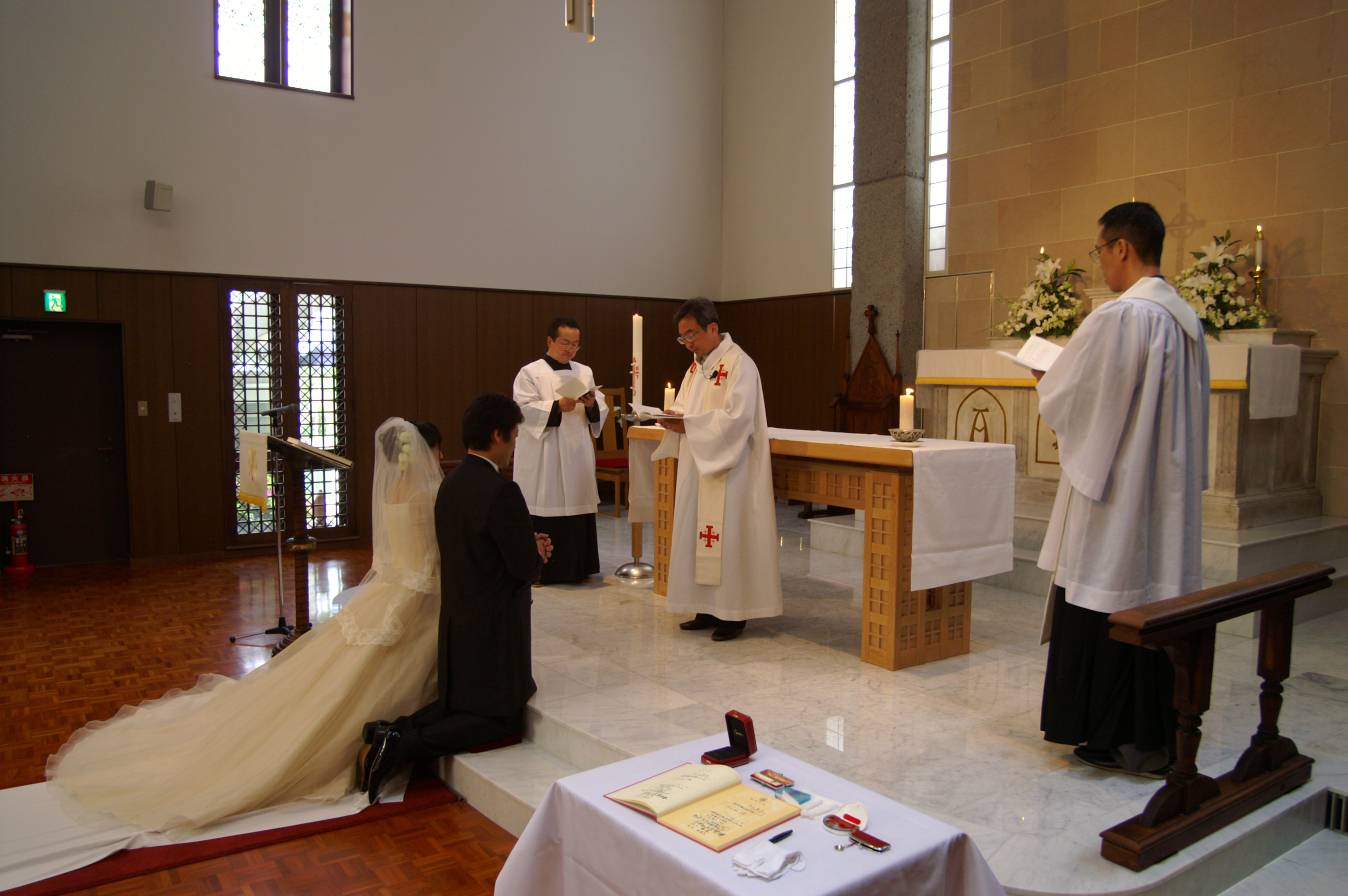
Casamento cristão em Quioto, no Japão

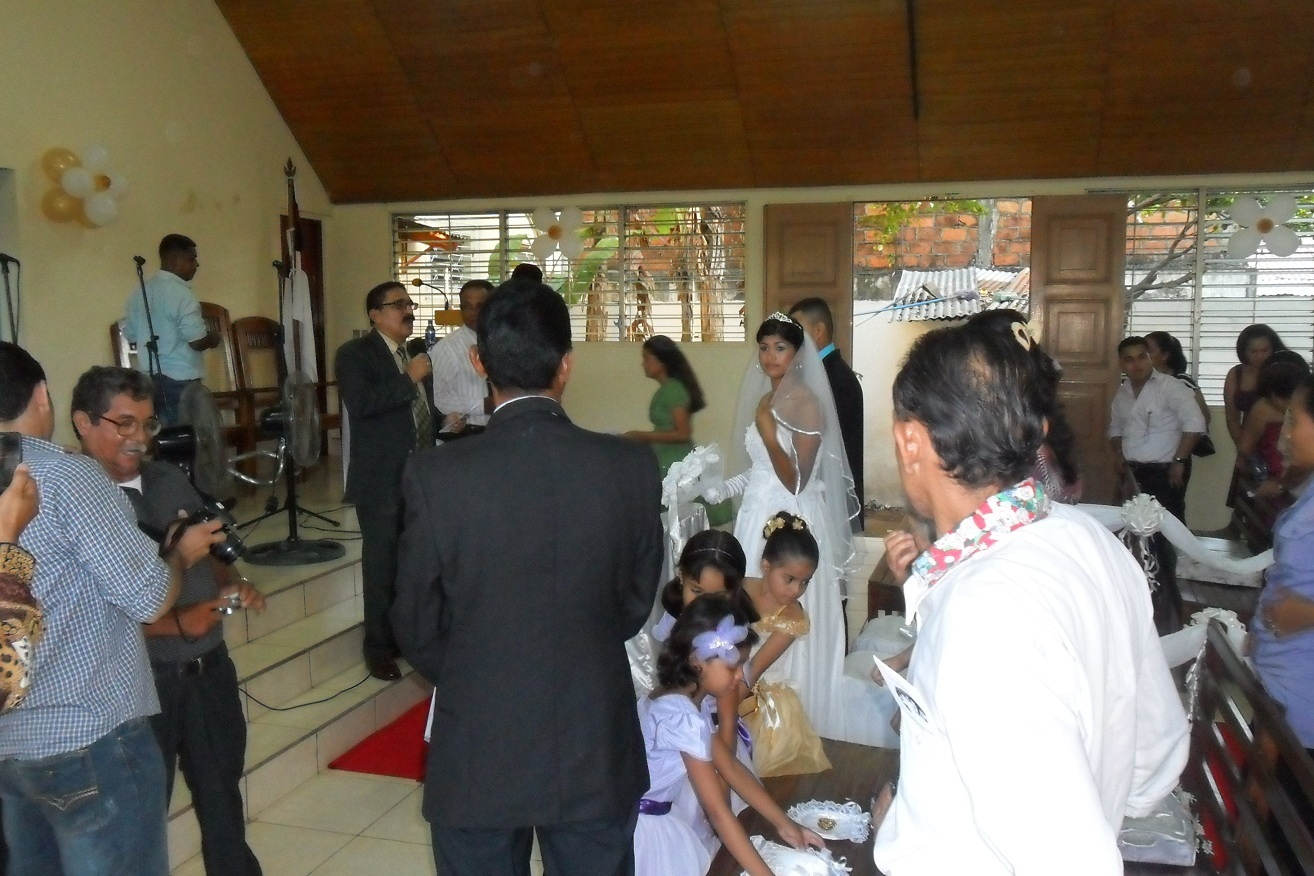
Cerimônia de casamento em Primeira Igreja batista de Rivas, Nicarágua, 2011

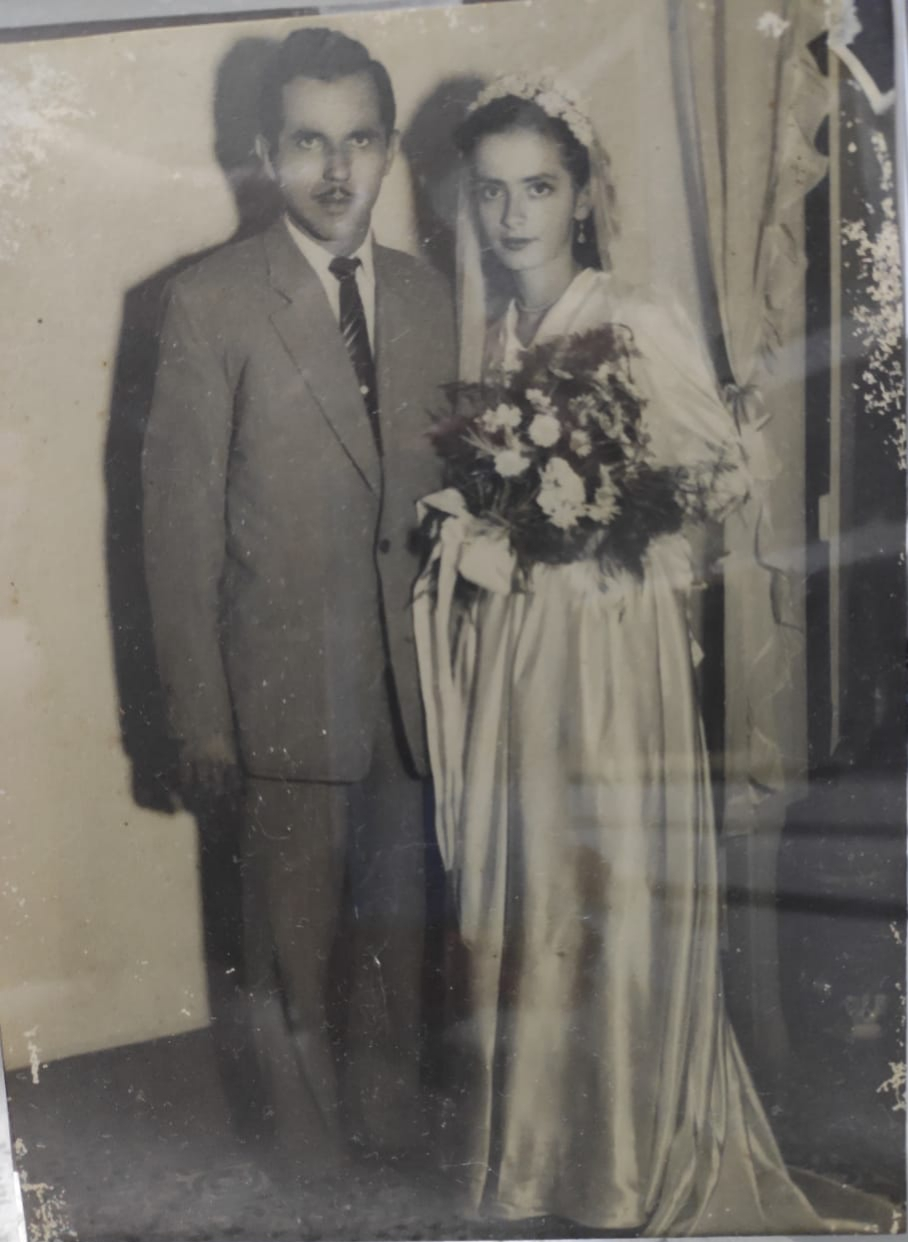
Registro de cerimônia de casamento da década de 1940–1950, em Pernambuco, Brasil

Há uma grande variedade, dependendo de fatores culturais, nas regras sociais que regem a seleção de um parceiro para o casamento. A seleção de parceiros pode ser uma decisão individual dos próprios parceiros, ou uma decisão coletiva por parte de seus parentes.
Em muitas sociedades, a escolha do parceiro é limitada às pessoas de grupos sociais específicos. Em algumas sociedades, a regra é que um parceiro é selecionado dentro do próprio grupo do indivíduo que deseja se casar (endogamia). Este é o caso de muitas sociedades baseadas em classes e castas. No entanto, em outras sociedades, um parceiro deve ser escolhido dentro de um grupo diferente do grupo ao qual pertence (exogamia). Este é o caso de muitas sociedades que praticam religiões totêmicas, na qual a sociedade é dividida em várias clãs totêmicos exogâmicos, como a maioria das sociedades aborígenes australianas.[carece de fontes?]
Em outras sociedades, uma pessoa deve se casar com seu primo: uma mulher deve se casar com o filho da irmã de seu pai e um homem deve se casar com a filha do irmão de sua mãe — este é, normalmente, o caso de uma sociedade que tem uma regra de "rastreamento" de parentesco exclusivamente através de grupos de descendência patrilinear ou matrilinear, como entre o povo Akan, da África. Outro tipo de seleção de casamento é o levirato, em que as viúvas são obrigadas a casar com o irmão do seu marido. Este tipo de casamento é encontrado principalmente em sociedades onde o parentesco é baseado em grupos de clãs endogâmicos.[carece de fontes?]
Em outras culturas com regras menos rígidas que regem os grupos dentro dos quais um parceiro pode ser escolhido, a seleção de um parceiro de casamento pode exigir um processo em que o casal deve passar por uma corte ou o casamento pode ser arranjado pelos pais do casal ou por uma pessoa de fora, uma casamenteira.[carece de fontes?]
Um casamento arranjado é facilitado por procedimentos formais da família ou de grupos políticos. Uma autoridade responsável organiza ou incentiva o casamento; eles podem, ainda, contratar uma casamenteira profissional para encontrar um parceiro adequado para uma pessoa solteira. O papel de autoridade pode ser exercido por pais, família, um oficial religioso ou um consenso do grupo. Em alguns casos, a autoridade pode escolher um par para outros fins que não a harmonia conjugal.[carece de fontes?]
Em algumas sociedades, desde a Ásia Central até o Cáucaso e a África, ainda existe o costume de sequestro da noiva, em que uma mulher é capturada por um homem e seus amigos. Às vezes, isso inclui uma fuga, mas outras vezes depende de violência sexual. Em épocas anteriores, o rapto era uma versão em grande escala do sequestro da noiva, com grupos de mulheres sendo capturadas por grupos de homens, às vezes na guerra. O exemplo mais famoso é o Rapto das Sabinas, que forneceu as primeiras esposas aos cidadãos de Roma. Outros parceiros de casamento são mais ou menos impostos a um indivíduo. Por exemplo, quando a viúva é obrigada a casar-se com um dos irmãos do falecido marido: tal arranjo é chamado levirato.[carece de fontes?]
Em alguns países como China e Índia, existe a prática da "compra da noiva", a qual se torna propriedade do esposo, podendo esta, ocasionalmente, ser revendida por este. A prática é ilegal em muitos países.

## Tipos

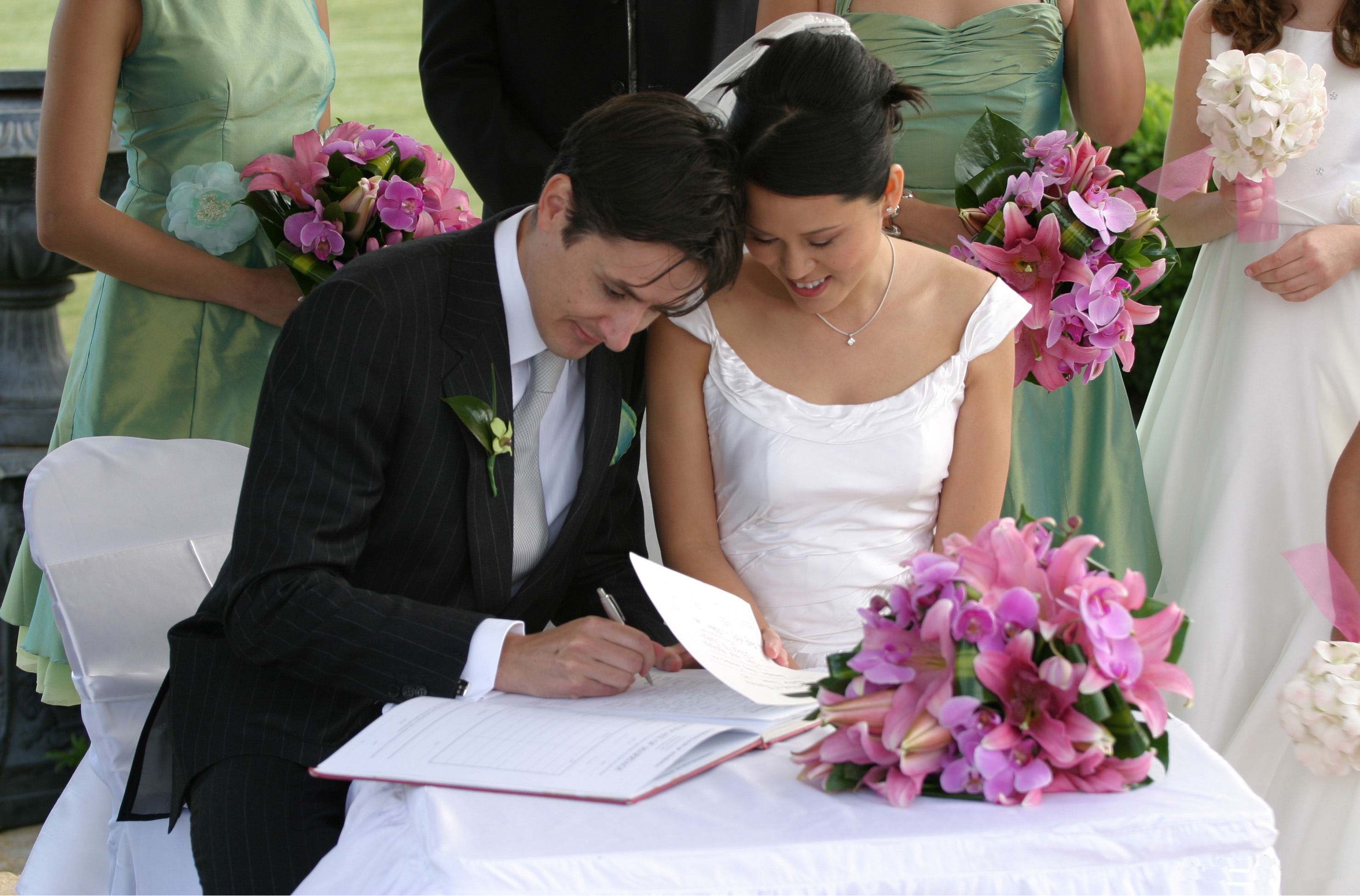
Casamento civil

A sociedade cria diversas expressões para classificar os diversos tipos de relações matrimoniais existentes. As mais comuns são:
- casamento aberto (ou liberal) — em que é permitido, aos cônjuges, ter outros parceiros sexuais por consentimento mútuo
- casamento branco ou celibatário — sem relações sexuais
- casamento arranjado — celebrado antes do envolvimento afetivo dos contraentes e normalmente combinado por terceiros (pais, irmãos, chefe do clã, etc.)
- casamento civil — celebrado sob os princípios da legislação vigente em determinado Estado (nacional ou subnacional)
- casamento infantil — um casamento em que os menores são dados em matrimônio — muitas vezes antes da puberdade.
- casamento misto — entre pessoas de distinta origem (racial, religiosa, étnica etc.).[carece de fontes?]
- casamento morganático — entre duas pessoas de estratos sociais diferentes no qual o cônjuge de posição considerada inferior não recebe os direitos normalmente atribuídos por lei (exemplo: entre um membro de uma casa real e uma mulher da baixa nobreza).
- casamento nuncupativo — realizado oralmente.
- casamento putativo — contraído de boa-fé mas passível de anulação por motivos legais.
- casamento religioso — celebrado perante uma autoridade religiosa.
- casamento poliginico — realizado entre um homem e várias mulheres.
- casamento poliândrico — realizado entre uma mulher e vários homens. Ocorre, por exemplo, em certas partes do Himalaia.
- casamento por conveniência — que é realizado primariamente por motivos econômicos ou sociais.
- Casamento avuncular — Chama-se casamento avuncular o que se celebra entre tio e sobrinha, que são colaterais de terceiro grau. É registrado pela antropologia, sendo comum entre algumas tribos, como os tupis e os guaranis. Em seu sentido original, a palavra diz respeito à autoridade do tio materno em relação ao sobrinho, mas ganhou novo uso corrente. No Brasil, encontra uma previsão de impedimento legal desde a edição do Decreto 181 de 24 de janeiro de 1890, por se tratar de casamento entre colaterais. Todavia, em 1941, editou-se o decreto-lei 3 200, que versou sobre o tema. Note-se que o decreto-lei em questão trata da questão exclusivamente sob a ótica médica. Houve, na época, uma opção clara por se permitir ou não o casamento avuncular à luz dos riscos à prole ou aos cônjuges. Já o Código Civil de 2002, reproduziu o antigo Código Civil ao proibir o casamento avuncular. Assim, dispõe o artigo 1 521 que não podem se casar: IV — os irmãos, unilaterais ou bilaterais, e demais colaterais, até o terceiro grau inclusive. Contudo, a doutrina brasileira propõe que o Código Civil não revogou o Decreto-lei 3 200/41, que sobrevive, na qualidade de lei especial, já que não há expressa contrariedade entre a lei anterior especial (decreto-lei 3 200/41) e a lei geral posterior (Código Civil de 2002). Diante da unanimidade doutrinária, foi aprovado o Enunciado 98 do Conselho da Justiça Federal: "98 — O inciso IV do artigo 1 521 do novo Código Civil deve ser interpretado à luz do Decreto-Lei n. 3 200/41 no que se refere à possibilidade de casamento entre colaterais de 3º grau."

### Casamento entre pessoas do mesmo sexo
| Homossexualidade ilegal:                                                                 |
| Pena de morte                                                                            |
| Prisão; pena de morte não posta em prática                                               |
| Morte sob milícias                                                                       |
| Prisão, com encarceramento ou detenção                                                   |
| Prisão, mas não posto em prática1                                                        |
| Homossexualidade legal:                                                                  |
| Casamento igualitário                                                                    |
| Reconhecimento de casamentos feitos em outras jurisdições                                |
| Reconhecimento limitado (de residentes estrangeiros)                                     |
| Sem reconhecimento legal, mas algumas instituições oferecem certificação não vinculativa |
| Reconhecimento de uniões:                                                                |
| União civil                                                                              |
| Coabitação não registrada                                                                |
| Nenhum                                                                                   |
| Restrições à liberdade de expressão                                                      |

O casamento entre pessoas do mesmo sexo é a união oficial entre duas pessoas do mesmo sexo biológico ou da mesma identidade de gênero. A introdução do casamento do mesmo sexo tem variado em cada jurisdição, resultante de alterações legislativas às leis matrimoniais, julgamentos com base em garantias constitucionais de igualdade, ou uma combinação dos dois fatores. Em alguns países, a permissão de que casais do mesmo sexo se casem substituiu o sistema anterior de uniões civis ou parcerias registradas.[carece de fontes?]
No Brasil, o Conselho Nacional de Justiça aprovou a resolução n 175/2013 no ano de 2013, que legalizou o casamento entre pessoas do mesmo sexo.
O reconhecimento de tais casamentos é uma questão de direitos civis, política, social, moral e religiosa em muitos países. Os principais conflitos surgem sobre se os casais do mesmo sexo devem ser autorizados a contrair matrimônio, se são obrigados a usar um estatuto diferente (como a união civil), ou se não têm quaisquer desses direitos. Uma questão relacionada é se o termo "casamento" deve ser aplicado.
Um argumento a favor do casamento homossexual é que negar aos casais do mesmo sexo o acesso ao matrimônio e a todos os seus benefícios legais conexos representa uma discriminação baseada na orientação sexual; várias organizações científicas dos Estados Unidos concordam com essa afirmação. Outro argumento em apoio ao casamento homossexual é a afirmação de que o bem-estar financeiro, psicológico e físico são reforçados pelo casamento e que filhos de casais do mesmo sexo podem se beneficiar de serem criados por dois pais dentro de uma união legalmente reconhecida e apoiada por instituições da sociedade.
Processos judiciais movidos por associações científicas americanas também afirmam que manter homens e mulheres homossexuais como inelegíveis para o casamento tanto os estigmatiza quanto impulsiona a discriminação pública contra eles.

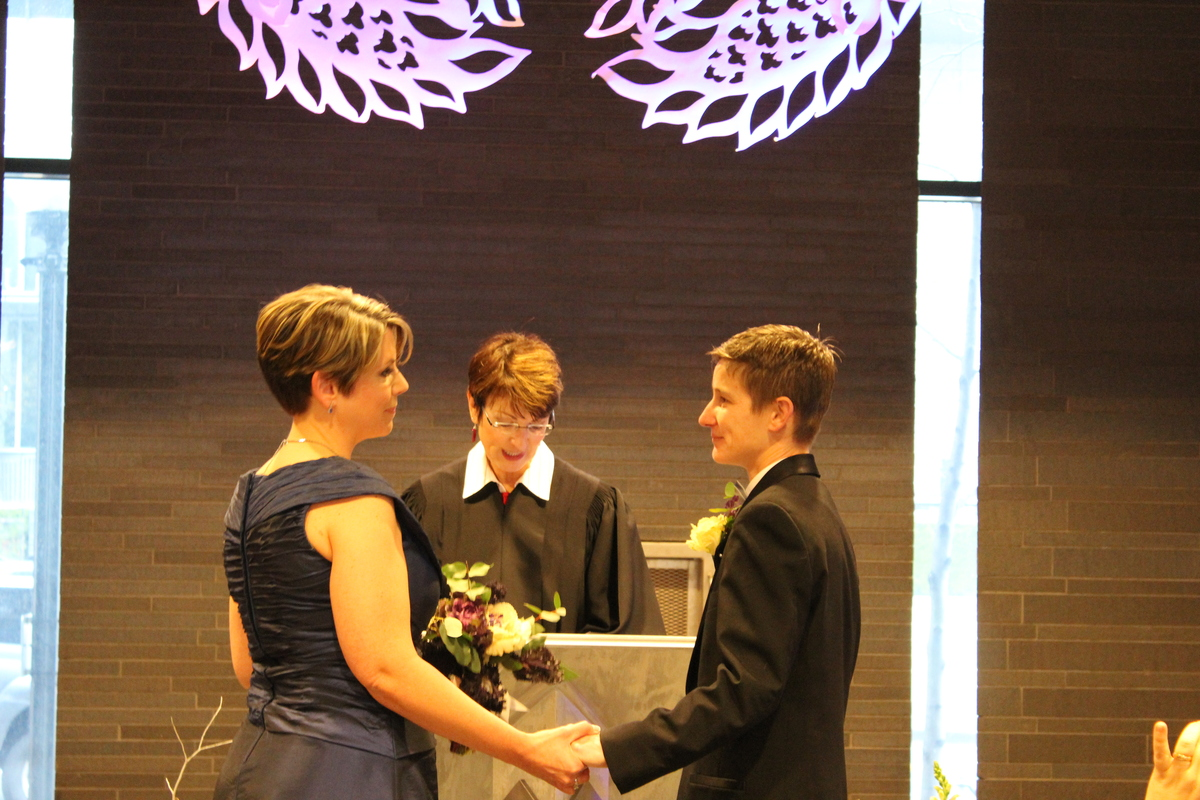
Casamento entre duas mulheres

A Associação Americana de Antropologia assevera que as pesquisas em ciências sociais não apoiam a visão de que a civilização ou ordens sociais viáveis dependam do não reconhecimento do casamento homossexual. Outros argumentos favoráveis ao casamento do mesmo sexo são baseados nos direitos humanos universais, preocupações com a saúde física e mental, igualdade perante a lei e o objetivo de normalizar as relações LGBT. Al Sharpton e vários outros autores atribuem a oposição ao casamento do mesmo sexo como proveniente da homofobia ou do heterossexismo e comparam tal proibição do casamento homossexual com as antigas proibições aos casamentos inter-raciais. Em uma entrevista a Robin Roberts, da ABC News em 9 de maio de 2012, o presidente dos Estados Unidos, Barack Obama, anunciou seu apoio ao casamento homossexual, tornando-se o primeiro presidente americano a fazê-lo.

## Regime de bens no casamento
A lei portuguesa e a lei brasileira preveem três tipos de regimes de bens no ato do matrimónio:
- Regime geral de bens/Comunhão universal de bens — Neste regime de matrimónio, todos os bens de ambos os nubentes passam a pertencer ao casal. O casal é encarado como uma única entidade detentora de todos os bens, mesmo aqueles que cada um dos nubentes detinha antes do casamento. Em caso de separação, tudo será dividido pelos dois.[carece de fontes?]

Em Portugal, este regime não pode ser escolhido na eventualidade de algum dos nubentes ter filhos, maiores ou menores (que não sejam comuns ao outro nubente). Além disso, existem alguns bens que são excepcionados da comunhão, nomeadamente alguns bens de carácter pessoal.[carece de fontes?]
- Comunhão de bens adquiridos/Comunhão parcial de bens — Neste regime de bens, existe separação de bens apenas nos bens que os nubentes já possuíam antes do casamento, sendo que os bens que cada um adquire após o casamento pertencem ao casal.[carece de fontes?]

Em Portugal, este é o regime supletivamente aplicável, ou seja, aquele que vigorará na eventualidade de os cônjuges não escolherem nenhum outro. Em princípio, todos os bens adquiridos após o casamento serão comuns, embora existam algumas excepções.[carece de fontes?]
- Separação de bens — Neste regime, apesar de se efetuar um matrimónio, em sede de propriedade de bens existe uma total separação. Neste regime, cada nubente mantém, como apenas seu, quer os bens que levou para o casamento, como também aqueles que adquiriu após o casamento. Em Portugal, este regime é obrigatório quando um dos nubentes tem idade idêntica ou superior a 60 anos. No Brasil, é obrigatório a partir dos 70 anos de idade.[carece de fontes?]
- CUB — Comunhão Universal de Bens.[carece de fontes?]
- CPB — Comunhão Parcial de Bens. Com bens Particulares. Sem bens Particulares.
- SCB — Separação Convencional de Bens.
- SOB — Separação Obrigatória de Bens.
- PFA — Participação Final nos Aquestos.

## Em Portugal
Em 2013, houve 19 920 casamentos civis e 11 576 católicos em Portugal, quando no ano 2000 se registaram 22 421 casamentos civis e católicos 41 331.
Em 2016, em Portugal, realizaram-se 32 399 casamentos (422 dos quais entre pessoas do mesmo sexo), mais seis do que os realizados em 2015. A idade média ao primeiro casamento em 2016 situou-se em 32,8 anos para os homens e 31,3 anos para as mulheres, que compara com 32,5 anos e 31,0 anos, respetivamente em 2015.
Em 2017, 36 100 pessoas (do mesmo sexo ou de sexos opostos) celebraram matrimónio, mais 11% do que no ano anterior. Desde os anos 60, só dois anos assistiram a um aumento maior: em 1961 e em 1975.
Em 2018 contabilizaram-se 34 637 casamentos.

## Tradições
Há algumas tradições realizadas durante a festa de noivado que variam consoante a cultura. Alguns exemplos são:
- O corte do bolo - o corte do bolo é tipicamente o último grande evento da noite e são os dois noivos a fazê-lo (o noivo coloca a mão direita por cima da mão direita da noiva, que segura a faca, de forma a cortarem juntos a primeira fatia).[39]
- Congelar o bolo do casamento - Começou com o intuito de ser guardado para a servir no batizado do primeiro filho, mas com o tempo do tempo até aos casais terem filhos, foi convertido em algo que se faz no aniversário do casamento, como celebração do mesmo.[40]
- Roubo dos noivos (figuras) - Nesta tradição, um convidado tira, após o corte do bolo, as figuras dos noivos do cimo do bolo e só as devolve após um ano, ganhando um prémio (tipicamente um jantar com os noivos e pago por estes). Se os noivos descobrirem que convidado roubou os noivos antes do primeiro aniversário do seu casamento o prémio inverte-se.[41]
- Roubo da noiva - Em alguns países da Europa Oriental, amigos ou parentes do noivo "sequestram" a noiva e levam-na para um local diferente. O noivo precisa de resgatá-la, geralmente realizando alguma tarefa ou pagando uma pequena soma de dinheiro.[42]